# Jan mladší Popel z Lobkovic
Jan mladší Popel z Lobkovic (8. listopadu 1510 – 12. dubna 1570 Praha-Hradčany), od roku 1569 starší, také Jan IV. Popel z Lobkowicz byl český šlechtic, představitel mladší – popelovské linie rodu Lobkoviců, zakladatel jeho tachovské pošlosti, nejvyšší komorník a nejvyšší purkrabí Českého království.

## Život
Narodil se 8. listopadu 1510 jako třetí syn a třetí z devíti potomků Děpolta Popela z Lobkowicz, který zemřel 3. dubna 1527 v Bílině, kdy byl také pohřben. Jeho matkou byla Anna (Anežka) Mičanová z Klinštejna a Roztok († 1528).
Jan mladší Popel z Lobkovic se aktivně účastnil české politiky 16. století. V letech 1544–1555 byl hejtmanem německých lén, roku 1549 prezidentem české komory, v letech 1549–1554 nejvyšším komorníkem. Vrchol jeho kariéry znamenalo jmenování do úřadu nejvyššího purkrabí roku 1554, kterýžto úřad zastával až do své smrti.

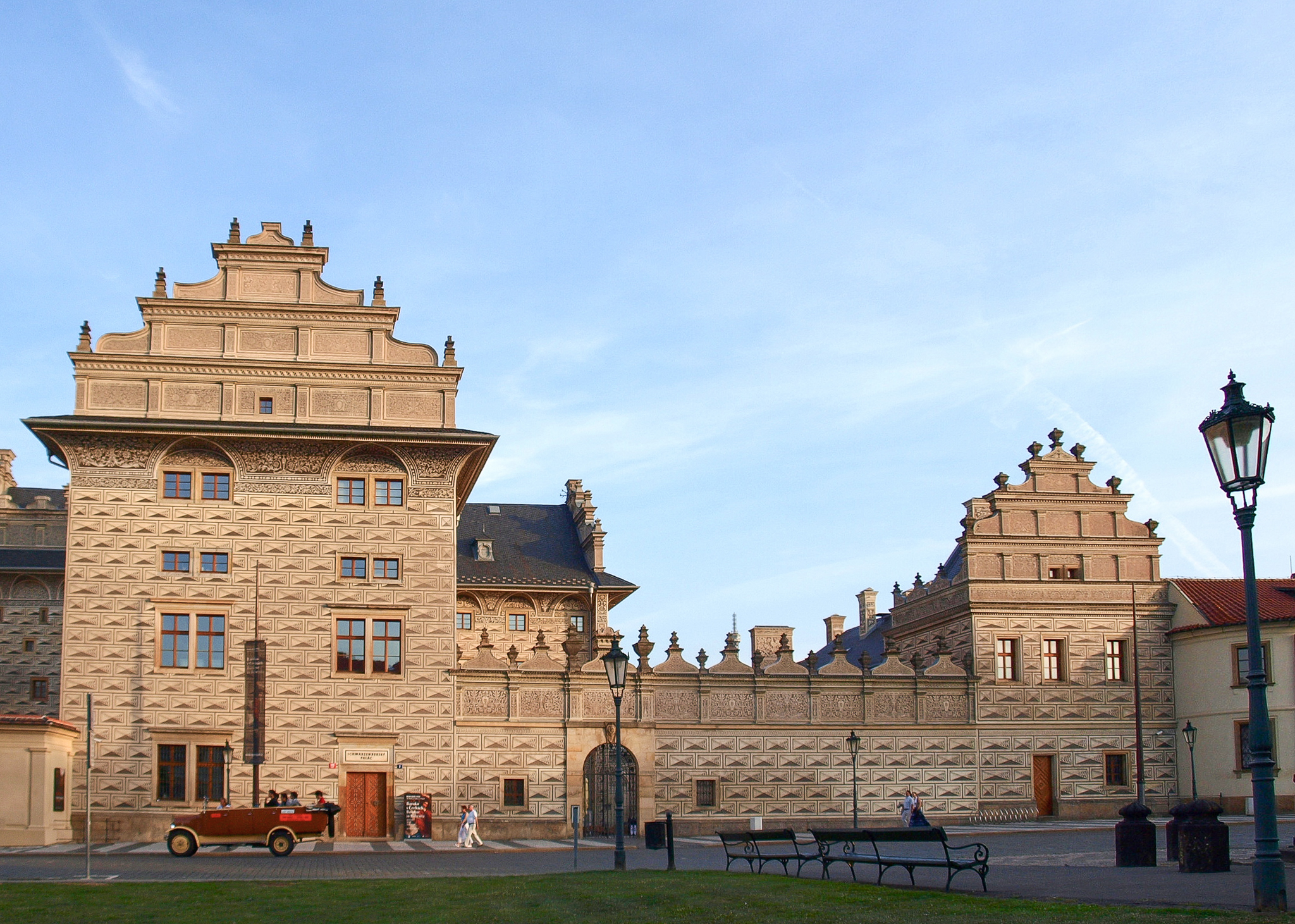
Schwarzenberský palác v Praze, původně Lobkovický, postavený pro Jana mladšího z Lobkovic.

Roku 1539 získal Jan z Lobkovic po svém švagrovi Horšovský Týn s panstvím. Po požáru roku 1547 nechal v padesátých letech 16. století horšovskotýnecký hrad honosně upravit v renesanční zámecké sídlo, které si svoji podobu zachovalo dodnes. Podle odhadu majetku českých stavů z roku 1557 byl Jan mladší Popel z Lobkovic nejbohatším příslušníkem panského stavu v Plzeňském kraji.
Jan mladší z Lobkovic se těšil velké přízně u krále Ferdinanda I., jehož náklonnost si získal četnými půjčkami a také svou věrností, kterou prokázal při prvním stavovském odboji roku 1547. Král svou přízeň projevoval tím, že Janovi udílel prestižní zemské úřady. Ty jej však nutně připoutávaly k pražskému dvoru, a proto si nechal v letech 1543–1563 postavit na Hradčanském náměstí nový palác, zvaný jako Lobkovický, dnes známý jako Schwarzenberský palác, který si dodnes uchovává svou původní podobu, mu vtisknutou italským architektem Augustinem Gallim, zvaným Augustin Vlach.
Jan mladší Popel z Lobkovic zemřel 12. dubna 1570 a byl pochován v horšovskotýnském farním kostele sv. Petra a Pavla.

## Majetek
Většinu statků vlastnil v západních Čechách. Vlastnil třetinu Bíliny, Horšovský Týn, Němčany, Netiklov, Čilkov, Pátek, Netluky, Lipenec, Mašťov, Kost, třetinu Trosek a od roku 1556 měl v zástavě Tachov.

## Rodina
Jan IV. se oženil třikrát, nejdříve 3. listopadu 1535 s Annou z Bibrštejna († 16. září 1554, pohřbena v kostele sv. Anny v Horšovském Týně), dědičkou jedné třetiny Kosti a Trosek, dcerou Jáchyma I. z Biberštejna na Frýdlantě († 1521) a Jitky z Landštejna. Podruhé se oženil 19. ledna 1556 v Českém Krumlově s Bohunkou z Rožmberka (17. březen 1536 – 17. listopad 1557 Horšovský Týn, pochována v kostele sv. Apolináře v Horšovském Týně), dcerou Jošta III. z Rožmberka (30. červen 1488 – 15. říjen 1539) a jeho druhé manželky Anny z Rogendorfu (kolem 1500 – 5. říjen 1562). Nakonec si 29. listopadu 1562 v Boru vzal Alžbětu z Rogendorfu (1519 – 2. květen 1587 Kestřany, pohřbena 10. května 1587 v Kestřanech), dceru Viléma II. z Rogendorfu a Anny z Hohenbergu. Narodily se mu tyto děti:
- 1. [z 1. manž.] Kryštof mladší nebo "Tlustý" (1549 – 24. 5. 1609, pohřben na Pražském hradě 6. 9. 1609), diplomat ve Španělsku
  - 1. ∞ Marie de Mollart († 1580)
  - 2. ∞ Eliška Popelovna z Lobkowicz, v druhém manželství se narodily tyto děti:
    - 1. Jan Kryštof
      - ∞ (6. 11. 1612) Benigna Kateřina Libštejnská z Kolovrat († 1615), jejich syn:
        - 1. Jan Matyáš († po 1613)

    - 2. Marie († 1. 11. 1606 Dobrovice, tam také pohřbena 20. 11. 1606)
      - ∞ (1596) Heník z Valdštejna (1568 – 1. 5. 1623 Drážďany)

    - 3. Polyxena Anna Benigna († 1646)
      - ∞ (24. 7. 1608) Vilém z Fürstenbergu (4. 2. 1586 – 18. 11. 1618)
- 2. [z 1. manž.] Veronika
  - ∞ (1556) Zbyněk Berka z Dubé († 6. 3. 1578)
- 3. [z 1. manž.] Eliška
- 4. [z 1. manž.] Helena († 1589)
  - ∞ Jiří z Valdštejna (24. 4. 1519 – 17. 5. 1584)
- 5. [z 3. manž.] Vilém starší (po 1550 Horšovský Týn – 1626 vězení na Zbirohu)
  - 1. ∞ (5. 11. 1589) Eva ze Švamberka († po 1589), z tohoto manželství se narodily dvě anonymní děti
  - 2. ∞ Sibyla z Valdštejna (1576 – 20. 8. 1616, pohřbena 31. 10. 1616)
    - 1. Jan Erdman, († 1648 Skalica), žil ve Slezsku
    - 2. Eva
      - 1. ∞ Jan Šebestián ze Švamberka († 7. 1. 1615)
      - 2. ∞ (asi 19. 5. 1616 Kysybl) Linhart Colona z Felsu (1565 – 13. 4. 1620 po zranění v bitvě u Sitzendorfu)